# 1. česká hokejová liga 2024/2025
1. česká hokejová liga 2024/2025 byla 32. ročníkem v historii této soutěže. Po Extralize je druhou nejvyšší soutěží v ledním hokeji na území České republiky. Účastnilo se jí celkem 14 klubů.

## Kluby podle krajů
- Hlavní město Praha: HC Slavia Praha
- Středočeský kraj: SC Marimex Kolín
- Karlovarský kraj: HC Baník Sokolov
- Ústecký kraj: Piráti Chomutov, HC Stadion Litoměřice
- Vysočina: SK Horácká Slavia Třebíč, HC Dukla Jihlava
- Pardubický kraj: HC Dynamo Pardubice B
- Olomoucký kraj: LHK Jestřábi Prostějov, HC ZUBR Přerov
- Moravskoslezský kraj: HC Frýdek-Místek, HC RT TORAX Poruba 2011
- Zlínský kraj: RI Okna Berani Zlín, VHK ROBE Vsetín

## Výměny trenérů
V průběhu sezóny došlo ke změnám trenérů. Jejich přehled je uveden v tabulce:
| Tým                    | Datum změny       | Kolo | Pozice v tabulce | Odvolaný trenér       | Nově nastoupivší trenér |
| ---------------------- | ----------------- | ---- | ---------------- | --------------------- | ----------------------- |
| LHK Jestřábi Prostějov | 6. října 2024     | 8.   | 13.              | Martin Janeček        | Ivo Peštuka (dočasně)   |
| LHK Jestřábi Prostějov | 8. listopadu 2024 | 18.  | 14.              | Ivo Peštuka (dočasně) | Miloš Říha              |
| SC Marimex Kolín       | 3. ledna 2025     | 33.  | 14.              | Jan Šťastný           | Petr Martínek           |

## Tabulka základní části
| Poř. | Tým                      | Z  | V  | VP | PP | P  | VG  | OG  | B   |
| ---- | ------------------------ | -- | -- | -- | -- | -- | --- | --- | --- |
| 1.   | VHK ROBE Vsetín          | 52 | 31 | 3  | 9  | 9  | 186 | 138 | 108 |
| 2.   | RI Okna Berani Zlín      | 52 | 27 | 6  | 4  | 15 | 144 | 114 | 97  |
| 3.   | SK Horácká Slavia Třebíč | 52 | 24 | 9  | 5  | 14 | 150 | 124 | 95  |
| 4.   | HC RT TORAX Poruba 2011  | 52 | 26 | 6  | 5  | 15 | 183 | 130 | 95  |
| 5.   | HC Stadion Litoměřice    | 52 | 25 | 4  | 7  | 16 | 154 | 121 | 90  |
| 6.   | HC Dukla Jihlava         | 52 | 23 | 6  | 5  | 18 | 155 | 136 | 86  |
| 7.   | HC Baník Sokolov         | 52 | 18 | 8  | 4  | 22 | 135 | 155 | 74  |
| 8.   | HC Zubr Přerov           | 52 | 19 | 4  | 6  | 23 | 119 | 137 | 71  |
| 9.   | Piráti Chomutov          | 52 | 18 | 5  | 7  | 22 | 130 | 151 | 71  |
| 10.  | HC Dynamo Pardubice B    | 52 | 17 | 7  | 5  | 23 | 138 | 156 | 70  |
| 11.  | HC Slavia Praha          | 52 | 16 | 7  | 7  | 22 | 127 | 150 | 69  |
| 12.  | SC Marimex Kolín         | 52 | 16 | 3  | 6  | 27 | 131 | 157 | 60  |
| 13.  | HC Frýdek-Místek         | 52 | 9  | 11 | 7  | 25 | 123 | 154 | 56  |
| 14.  | LHK Jestřábi Prostějov   | 52 | 13 | 3  | 5  | 31 | 117 | 169 | 50  |

| Vysvětlivka                 |
| --------------------------- |
| Postup do play-off          |
| Postup do předkola play-off |
| Konec sezóny                |
| Přímý sestup do 2. ligy     |

## Hráčské statistiky základní části

### Kanadské bodování
Toto je pořadí hráčů podle dosažených bodů. Za jeden vstřelený gól nebo přihrávku na gól hráč získal jeden bod.
| Poř. | Hráč              | Tým                      | Z  | G  | A  | B  | TM | +/- |
| ---- | ----------------- | ------------------------ | -- | -- | -- | -- | -- | --- |
| 1.   | Pavel Klhůfek     | VHK ROBE Vsetín          | 49 | 27 | 28 | 55 | 34 | +10 |
| 2.   | Martin Dočekal    | SK Horácká Slavia Třebíč | 51 | 21 | 31 | 52 | 6  | +18 |
| 3.   | Luboš Rob         | VHK ROBE Vsetín          | 50 | 16 | 32 | 48 | 26 | +7  |
| 4.   | Tomáš Čachotský   | HC Dukla Jihlava         | 45 | 12 | 34 | 46 | 16 | +14 |
| 5.   | Lukáš Válek       | RI Okna Berani Zlín      | 52 | 15 | 30 | 45 | 30 | +5  |
| 6.   | Tomáš Šoustal     | HC RT TORAX Poruba 2011  | 48 | 17 | 26 | 43 | 58 | +10 |
| 7.   | Vojtěch Střondala | HC RT TORAX Poruba 2011  | 51 | 14 | 29 | 43 | 57 | +8  |
| 8.   | Frenks Razgals    | HC RT TORAX Poruba 2011  | 49 | 21 | 21 | 42 | 37 | +15 |
| 9.   | Viktor Hübl       | Piráti Chomutov          | 50 | 17 | 24 | 41 | 36 | +5  |
| 10.  | Filip Kuťák       | HC Stadion Litoměřice    | 51 | 17 | 24 | 41 | 18 | +21 |

### Hodnocení brankářů
Toto je pořadí nejlepších deset brankářů.
| Poř. | Hráč             | Tým                      | Z. | MIN  | OG | PZ   | PS   | POG  | Úsp%  |
| ---- | ---------------- | ------------------------ | -- | ---- | -- | ---- | ---- | ---- | ----- |
| 1.   | Vojtěch Mokry    | HC Zubr Přerov           | 41 | 2461 | 90 | 1211 | 1301 | 2.19 | 93.08 |
| 2.   | Daniel Huf       | RI Okna Berani Zlín      | 33 | 1921 | 59 | 783  | 842  | 1.84 | 92.99 |
| 3.   | Martin Michajlov | HC Stadion Litoměřice    | 36 | 2130 | 73 | 945  | 1018 | 2.06 | 92.83 |
| 4.   | Jaroslav Pavelka | RI Okna Berani Zlín      | 21 | 1228 | 45 | 544  | 589  | 2.20 | 92.36 |
| 5.   | Jan Brož         | SK Horácká Slavia Třebíč | 36 | 2096 | 76 | 888  | 964  | 2.18 | 92.12 |
| 6.   | Patrik Švančara  | HC Frýdek-Místek         | 26 | 1543 | 64 | 708  | 772  | 2.49 | 91.71 |
| 7.   | Adam Beran       | HC Dukla Jihlava         | 30 | 1769 | 65 | 713  | 778  | 2.20 | 91.65 |
| 8.   | Jan Kavan        | LHK Jestřábi Prostějov   | 30 | 1710 | 75 | 801  | 876  | 2.63 | 91.44 |
| 9.   | Oldřich Cichoň   | HC Slavia Praha          | 31 | 1697 | 67 | 706  | 773  | 2.37 | 91.33 |
| 10.  | Daniel Dolejš    | HC RT TORAX Poruba 2011  | 35 | 2032 | 81 | 838  | 919  | 2.39 | 91.19 |

## Play off

### Pavouk
|  | Předkolo | Předkolo    | Předkolo   |             |   | Čtvrtfinále | Čtvrtfinále | Čtvrtfinále |  |    | Semifinále | Semifinále | Semifinále |   |  | Finále | Finále | Finále |
|  |          |             |            |             |   |             |             |             |  |    |            |            |            |   |  |        |        |        |
|  |          |             |            |             |   |             |             |             |  |    |            |            |            |   |  |        |        |        |
|  |          | 1.          | Vsetín     | 3           |   |             |             |             |  |    |            |            |            |   |  |        |        |        |
|  |          |             |            | 3           |   |             |             |             |  |    |            |            |            |   |  |        |        |        |
|  |          |             | 10.        | Pardubice B | 0 |             |             |             |  |    |            |            |            |   |  |        |        |        |
|  | 7.       | Sokolov     | 10.        | Pardubice B | 0 | 0           |             |             |  |    |            |            |            |   |  |        |        |        |
|  | 7.       | Sokolov     |            |             |   | 0           |             |             |  |    |            |            |            |   |  |        |        |        |
|  | 10.      | Pardubice B | 2          |             |   |             |             |             |  |    |            |            |            |   |  |        |        |        |
|  | 10.      | Pardubice B | 2          |             |   |             |             |             |  | 1. | Vsetín     | 3          |            |   |  |        |        |        |
|  |          |             |            |             |   |             |             |             |  | 1. | Vsetín     | 3          |            |   |  |        |        |        |
|  |          | 6.          | Jihlava    | 4           |   |             |             |             |  |    |            |            |            |   |  |        |        |        |
|  |          | 6.          | Jihlava    | 4           |   |             |             |             |  |    |            |            |            |   |  |        |        |        |
|  |          |             |            |             |   |             |             |             |  |    |            |            |            |   |  |        |        |        |
|  |          |             |            |             |   |             |             |             |  |    |            |            |            |   |  |        |        |        |
|  |          | 3.          | Třebíč     | 1           |   |             |             |             |  |    |            |            |            |   |  |        |        |        |
|  |          |             |            | 1           |   |             |             |             |  |    |            |            |            |   |  |        |        |        |
|  |          |             | 6.         | Jihlava     | 3 |             |             |             |  |    |            |            |            |   |  |        |        |        |
|  |          |             | 6.         | Jihlava     | 3 |             |             |             |  |    |            |            |            |   |  |        |        |        |
|  |          |             |            |             |   |             |             |             |  |    |            |            |            |   |  |        |        |        |
|  |          |             |            |             |   |             |             |             |  |    |            |            |            |   |  |        |        |        |
|  |          |             |            |             |   |             |             |             |  |    |            | 2.         | Zlín       | 2 |  |        |        |        |
|  |          |             |            |             |   |             |             |             |  |    |            |            |            |   |  |        |        |        |
|  |          | 6.          | Jihlava    | 4           |   |             |             |             |  |    |            |            |            |   |  |        |        |        |
|  |          | 6.          | Jihlava    | 4           |   |             |             |             |  |    |            |            |            |   |  |        |        |        |
|  |          |             |            |             |   |             |             |             |  |    |            |            |            |   |  |        |        |        |
|  |          |             |            |             |   |             |             |             |  |    |            |            |            |   |  |        |        |        |
|  |          | 2.          | Zlín       | 3           |   |             |             |             |  |    |            |            |            |   |  |        |        |        |
|  |          |             |            | 3           |   |             |             |             |  |    |            |            |            |   |  |        |        |        |
|  |          |             | 9.         | Chomutov    | 1 |             |             |             |  |    |            |            |            |   |  |        |        |        |
|  | 8.       | Přerov      | 9.         | Chomutov    | 1 | 0           |             |             |  |    |            |            |            |   |  |        |        |        |
|  | 8.       | Přerov      |            |             |   | 0           |             |             |  |    |            |            |            |   |  |        |        |        |
|  | 9.       | Chomutov    | 2          |             |   |             |             |             |  |    |            |            |            |   |  |        |        |        |
|  | 9.       | Chomutov    | 2          |             |   |             |             |             |  | 2. | Zlín       | 4          |            |   |  |        |        |        |
|  |          |             |            |             |   |             |             |             |  | 2. | Zlín       | 4          |            |   |  |        |        |        |
|  |          | 5.          | Litoměřice | 2           |   |             |             |             |  |    |            |            |            |   |  |        |        |        |
|  |          | 5.          | Litoměřice | 2           |   |             |             |             |  |    |            |            |            |   |  |        |        |        |
|  |          |             |            |             |   |             |             |             |  |    |            |            |            |   |  |        |        |        |
|  |          |             |            |             |   |             |             |             |  |    |            |            |            |   |  |        |        |        |
|  |          | 4.          | Poruba     | 2           |   |             |             |             |  |    |            |            |            |   |  |        |        |        |
|  |          |             |            | 2           |   |             |             |             |  |    |            |            |            |   |  |        |        |        |
|  |          |             | 5.         | Litoměřice  | 3 |             |             |             |  |    |            |            |            |   |  |        |        |        |
|  |          |             | 5.         | Litoměřice  | 3 |             |             |             |  |    |            |            |            |   |  |        |        |        |
|  |          |             |            |             |   |             |             |             |  |    |            |            |            |   |  |        |        |        |

### Předkolo

#### HC Baník Sokolov (7.) – HC Dynamo Pardubice B (10.)
| 4. března 2025 18:00 | HC Dynamo Pardubice B | 2 : 1 PP (1:0, 0:0, 0:1 – 1:0) | HC Baník Sokolov | Zimní stadion Chrudim, Chrudim Návštěvnost: 220 |  |

| Report                                                        |                                                               |             |                                  |                                                                               |
| David Honzík                                                  | David Honzík                                                  | Brankáři    | Vladislav Habal                  | Rozhodčí: Daniel Jechoutek Václav Kosnar Čároví: Kristýna Hájková Roman Zídek |
| Nedelka (Fiala, Pavlata) 04:28' Švec (Pavlata, Nedbal) 70:10' | Nedelka (Fiala, Pavlata) 04:28' Švec (Pavlata, Nedbal) 70:10' | 1:0 1:1 2:1 | 59:58' Csamango (Kružík, Pulpán) | Rozhodčí: Daniel Jechoutek Václav Kosnar Čároví: Kristýna Hájková Roman Zídek |
| 11 min                                                        | 11 min                                                        | Tresty      | 7 min                            | Rozhodčí: Daniel Jechoutek Václav Kosnar Čároví: Kristýna Hájková Roman Zídek |
| 17                                                            | 17                                                            | Střely      | 38                               | Rozhodčí: Daniel Jechoutek Václav Kosnar Čároví: Kristýna Hájková Roman Zídek |

| 6. března 2025 18:00 | HC Baník Sokolov | 1 : 3 (1:1, 0:0, 0:2) | HC Dynamo Pardubice B | Zimní stadion Sokolov, Sokolov Návštěvnost: 502 |  |

| Report          |                 |                 |                                                                                |                                                                    |
| Vladislav Habal | Vladislav Habal | Brankáři        | David Honzík                                                                   | Rozhodčí: Jan Jaroš Jakub Gebauer Čároví: Jan Rakušan Tomáš Bezděk |
| Kružík 11:38'   | Kružík 11:38'   | 1:0 1:1 1:2 1:3 | 12:05' Hrníčko (Kaplan) 41:36' Švec (Formánek) 58:43' Kaplan (Žálčík, Hrníčko) | Rozhodčí: Jan Jaroš Jakub Gebauer Čároví: Jan Rakušan Tomáš Bezděk |
| 6 min           | 6 min           | Tresty          | 8 min                                                                          | Rozhodčí: Jan Jaroš Jakub Gebauer Čároví: Jan Rakušan Tomáš Bezděk |
| 28              | 28              | Střely          | 24                                                                             | Rozhodčí: Jan Jaroš Jakub Gebauer Čároví: Jan Rakušan Tomáš Bezděk |

Konečný stav série 0:2 na zápasy pro HC Dynamo Pardubice B.

#### HC ZUBR Přerov (8.) – Piráti Chomutov (9.)
| 4. března 2025 17:30 | Piráti Chomutov | 3 : 0 (1:0, 0:0, 2:0) | HC ZUBR Přerov | Rocknet aréna, Chomutov Návštěvnost: 2 021 |  |

| Report                                                                                              | |             |               |                                                                      |
| Pavel Jekel                                                                                         | Pavel Jekel                                                                                         | Brankáři    | Vojtěch Mokry | Rozhodčí: Jakub Valenta Tomáš Micka Čároví: Ondřej Malý Jakub Teršíp |
| Svoboda (Kadeřávek, Husinecký) 04:41' Coskey (Kadeřávek) 52:59' Maštalířský (Sklenář, Hejda) 57:43' | Svoboda (Kadeřávek, Husinecký) 04:41' Coskey (Kadeřávek) 52:59' Maštalířský (Sklenář, Hejda) 57:43' | 1:0 2:0 3:0 |               | Rozhodčí: Jakub Valenta Tomáš Micka Čároví: Ondřej Malý Jakub Teršíp |
| 10 min                                                                                              | 10 min                                                                                              | Tresty      | 10 min        | Rozhodčí: Jakub Valenta Tomáš Micka Čároví: Ondřej Malý Jakub Teršíp |
| 40                                                                                                  | 40                                                                                                  | Střely      | 33            | Rozhodčí: Jakub Valenta Tomáš Micka Čároví: Ondřej Malý Jakub Teršíp |

| 6. března 2025 17:30 | HC ZUBR Přerov | 0 : 2 (0:1, 0:1, 0:0) | Piráti Chomutov | Meo Aréna, Přerov Návštěvnost: 1 520 |  |

| Report        |               |          |                                                 |                                                                      |
| Vojtěch Mokry | Vojtěch Mokry | Brankáři | Pavel Jekel                                     | Rozhodčí: Jakub Zeliska Tomas Šico Čároví: David Otáhal Václav Beneš |
|               |               | 0:1 0:2  | 13:08' Hejda 26:04' Sklenář (Maštalířský, Eret) | Rozhodčí: Jakub Zeliska Tomas Šico Čároví: David Otáhal Václav Beneš |
| 14 min        | 14 min        | Tresty   | 10 min                                          | Rozhodčí: Jakub Zeliska Tomas Šico Čároví: David Otáhal Václav Beneš |
| 34            | 34            | Střely   | 29                                              | Rozhodčí: Jakub Zeliska Tomas Šico Čároví: David Otáhal Václav Beneš |

Konečný stav série 0:2 pro Piráti Chomutov.

### Čtvrtfinále

#### VHK ROBE Vsetín (1.) – HC Dynamo Pardubice B (10.)
| 9. března 2025 17:00 | VHK ROBE Vsetín | 7 : 0 (3:0, 0:0, 4:0) | HC Dynamo Pardubice B | Na Lapači, Vsetín Návštěvnost: 3 632 |  |

| Report | |                             |                            |                                                                             |
| Tomas Rydén | Tomas Rydén | Brankáři                    | David Honzík Jakub Vondraš | Rozhodčí: Jakub Valenta Luděk Pilný Čároví: Ondřej Bohuněk Kristýna Hájková |
| Jonák (Rob) 04:49' Zabusovs (Prokeš, Zahradníček) 11:57' Šmerha (Stříteský, Zabusovs) 17:12' Klhůfek (Hryciow, Stříteský) 46:18' Stříteský (Zabusovs, Jandus) 49:27' Jandus (Prokeš, Šmerha) 52:56' Šmerha (Stříteský) 59:03' | Jonák (Rob) 04:49' Zabusovs (Prokeš, Zahradníček) 11:57' Šmerha (Stříteský, Zabusovs) 17:12' Klhůfek (Hryciow, Stříteský) 46:18' Stříteský (Zabusovs, Jandus) 49:27' Jandus (Prokeš, Šmerha) 52:56' Šmerha (Stříteský) 59:03' | 1:0 2:0 3:0 4:0 5:0 6:0 7:0 |                            | Rozhodčí: Jakub Valenta Luděk Pilný Čároví: Ondřej Bohuněk Kristýna Hájková |
| 10 min | 10 min | Tresty                      | 18 min                     | Rozhodčí: Jakub Valenta Luděk Pilný Čároví: Ondřej Bohuněk Kristýna Hájková |
| 46 | 46 | Střely                      | 12                         | Rozhodčí: Jakub Valenta Luděk Pilný Čároví: Ondřej Bohuněk Kristýna Hájková |

| 10. března 2025 17:30 | VHK ROBE Vsetín | 4 : 1 (2:0, 1:0, 1:1) | HC Dynamo Pardubice B | Na Lapači, Vsetín Návštěvnost: 3 020 |  |

| Report | |                     |                              |                                                                            |
| Tomas Rydén | Tomas Rydén | Brankáři            | David Honzík                 | Rozhodčí: Zbyněk Kubičík Jakub Gebauer Čároví: Tomáš Bezděk Václav Hanzlík |
| Jenáček (Jonák, Rob) 06:35' Zahradníček (Ďurkáč, Klhůfek) 16:54' Zahradníček (Rob, Jonák) 34:44' Stříteský (Šmerha, Jandus) 55:49' | Jenáček (Jonák, Rob) 06:35' Zahradníček (Ďurkáč, Klhůfek) 16:54' Zahradníček (Rob, Jonák) 34:44' Stříteský (Šmerha, Jandus) 55:49' | 1:0 2:0 3:0 3:1 4:1 | 53:25' Kaplan (Pochobradský) | Rozhodčí: Zbyněk Kubičík Jakub Gebauer Čároví: Tomáš Bezděk Václav Hanzlík |
| 11 min | 11 min | Tresty              | 23 min                       | Rozhodčí: Zbyněk Kubičík Jakub Gebauer Čároví: Tomáš Bezděk Václav Hanzlík |
| 31 | 31 | Střely              | 16                           | Rozhodčí: Zbyněk Kubičík Jakub Gebauer Čároví: Tomáš Bezděk Václav Hanzlík |

| 13. března 2025 18:00 | HC Dynamo Pardubice B | 1 : 4 (0:1, 1:1, 0:2) | VHK ROBE Vsetín | Zimní stadion Chrudim, Chrudim Návštěvnost: 777 |  |

| Report                 |                        |                     | |                                                                                    |
| David Honzík           | David Honzík           | Brankáři            | Jan Lukáš                                                                                                | Rozhodčí: Miroslav Petružálek Václav Kosnar Čároví: Jaroslav Peluha Patrik Augusta |
| Formánek (Švec) 22:13' | Formánek (Švec) 22:13' | 0:1 1:1 1:2 1:3 1:4 | 07:34' Rob (Brož, Jenáček) 31:34' Jandus (Šmerha, Zabusovs) 51:17' Zabusovs (Jandus) 57:44' Brož (Dědek) | Rozhodčí: Miroslav Petružálek Václav Kosnar Čároví: Jaroslav Peluha Patrik Augusta |
| 33 min                 | 33 min                 | Tresty              | 12 min                                                                                                   | Rozhodčí: Miroslav Petružálek Václav Kosnar Čároví: Jaroslav Peluha Patrik Augusta |
| 16                     | 16                     | Střely              | 35 | Rozhodčí: Miroslav Petružálek Václav Kosnar Čároví: Jaroslav Peluha Patrik Augusta |

Konečný stav série 3:0 na zápasy pro VHK ROBE Vsetín.

#### RI Okna Berani Zlín (2.) – Piráti Chomutov (9.)
| 9. března 2025 16:00 | RI Okna Berani Zlín | 2 : 1 SN (0:0, 1:0, 0:1 – 0:0 – 3:2) | Piráti Chomutov | Trinity Bank Arena Luďka Čajky, Zlín Návštěvnost: 4 712 |  |

| Report                                                                       |                                                                              |                                                |                                                                          |                                                                           |
| Daniel Huf                                                                   | Daniel Huf                                                                   | Brankáři                                       | Pavel Jekel                                                              | Rozhodčí: Pavel Obadal Tomáš Veselý Čároví: Roman Komínek Jaroslav Peluha |
| Šlahař (Kverka, Válek) 33:10' Šlahař Kratochvíl Holík Gago Süss Šlahař Holík | Šlahař (Kverka, Válek) 33:10' Šlahař Kratochvíl Holík Gago Süss Šlahař Holík | 1:0 1:1 Samostatné nájezdy 1:0 1:1 2:1 2:2 3:2 | 57:30' Lukeš (Kadeřávek, Coskey) Fronk Lukeš Coskey Hübl Eret Lukeš Eret | Rozhodčí: Pavel Obadal Tomáš Veselý Čároví: Roman Komínek Jaroslav Peluha |
| 14 min                                                                       | 14 min                                                                       | Tresty                                         | 16 min                                                                   | Rozhodčí: Pavel Obadal Tomáš Veselý Čároví: Roman Komínek Jaroslav Peluha |
| 36                                                                           | 36                                                                           | Střely                                         | 32                                                                       | Rozhodčí: Pavel Obadal Tomáš Veselý Čároví: Roman Komínek Jaroslav Peluha |

| 10. března 2025 17:30 | RI Okna Berani Zlín | 1 : 0 PP (0:0, 0:0, 0:0 – 1:0) | Piráti Chomutov | Trinity Bank Arena Luďka Čajky, Zlín Návštěvnost: 3 698 |  |

| Report                    |                           |          |             |                                                                             |
| Daniel Huf                | Daniel Huf                | Brankáři | Pavel Jekel | Rozhodčí: Daniel Jechoutek Tomáš Hacaperka Čároví: Ondřej Malý Jakub Teršíp |
| Sadovikov (Paukku) 65:14' | Sadovikov (Paukku) 65:14' | 1:0      |             | Rozhodčí: Daniel Jechoutek Tomáš Hacaperka Čároví: Ondřej Malý Jakub Teršíp |
| 4 min                     | 4 min                     | Tresty   | 4 min       | Rozhodčí: Daniel Jechoutek Tomáš Hacaperka Čároví: Ondřej Malý Jakub Teršíp |
| 32                        | 32                        | Střely   | 26          | Rozhodčí: Daniel Jechoutek Tomáš Hacaperka Čároví: Ondřej Malý Jakub Teršíp |

| 13. března 2025 17:30 | Piráti Chomutov | 1 : 0 SN (0:0, 0:0, 0:0 – 0:0 – 2:0) | RI Okna Berani Zlín | Rocknet aréna, Chomutov Návštěvnost: 2 734 |  |

| Report             |                    |                                    |                        |                                                                       |
| Pavel Jekel        | Pavel Jekel        | Brankáři                           | Daniel Huf             | Rozhodčí: Pavel Obadal Tomáš Veselý Čároví: Petr Maštalíř Jakub Maňák |
| Fronk Lukeš Coskey | Fronk Lukeš Coskey | 0:0 Samostatné nájezdy 0:0 1:0 2:0 | Šlahař Gago Holík Okál | Rozhodčí: Pavel Obadal Tomáš Veselý Čároví: Petr Maštalíř Jakub Maňák |
| 4 min              | 4 min              | Tresty                             | 8 min                  | Rozhodčí: Pavel Obadal Tomáš Veselý Čároví: Petr Maštalíř Jakub Maňák |
| 48                 | 48                 | Střely                             | 34                     | Rozhodčí: Pavel Obadal Tomáš Veselý Čároví: Petr Maštalíř Jakub Maňák |

| 14. března 2025 17:30 | Piráti Chomutov | 1 : 4 (0:1, 0:2, 1:1) | RI Okna Berani Zlín | Rocknet aréna, Chomutov Návštěvnost: 2 622 |  |

| Report                 |                        |                     | |                                                                                  |
| Pavel Jekel            | Pavel Jekel            | Brankáři            | Daniel Huf | Rozhodčí: Miroslav Petružálek Matěj Sýkora Čároví: Ondřej Kokrment David Klouček |
| Hejcman (Fronk) 50:44' | Hejcman (Fronk) 50:44' | 0:1 0:2 0:3 1:3 1:4 | 03:37' Riedl (Sadovikov, Sedláček) 32:11' Okál (Salonen, Gago) 34:45' Gago (Kverka, Čáp) 58:29' Čáp (Sedláček) | Rozhodčí: Miroslav Petružálek Matěj Sýkora Čároví: Ondřej Kokrment David Klouček |
| 8 min                  | 8 min                  | Tresty              | 12 min | Rozhodčí: Miroslav Petružálek Matěj Sýkora Čároví: Ondřej Kokrment David Klouček |
| 26                     | 26                     | Střely              | 28 | Rozhodčí: Miroslav Petružálek Matěj Sýkora Čároví: Ondřej Kokrment David Klouček |

Konečný stav série 3:1 na zápasy pro RI Okna Berani Zlín.

#### SK Horácká Slavia Třebíč (3.) – HC Dukla Jihlava (6.)
| 9. března 2025 16:00 | SK Horácká Slavia Třebíč | 2 : 1 (1:0, 0:0, 1:1) | HC Dukla Jihlava | Zimní stadion Moravské Budějovice, Moravské Budějovice Návštěvnost: 1 350 (vyprodáno) |  |

| Report                                                    |                                                           |             |                                      |                                                                            |
| Jan Brož                                                  | Jan Brož                                                  | Brankáři    | Adam Beran                           | Rozhodčí: Zbyněk Kubičík Jan Jaroš Čároví: Ondřej Kokrment František Pěkný |
| Malý (Ekrt, Vodný) 16:25' Vodný (Stehlík, V. Brož) 52:09' | Malý (Ekrt, Vodný) 16:25' Vodný (Stehlík, V. Brož) 52:09' | 1:0 1:1 2:1 | 48:06' Burkov (Havránek, Kupriianov) | Rozhodčí: Zbyněk Kubičík Jan Jaroš Čároví: Ondřej Kokrment František Pěkný |
| 10 min                                                    | 10 min                                                    | Tresty      | 12 min                               | Rozhodčí: Zbyněk Kubičík Jan Jaroš Čároví: Ondřej Kokrment František Pěkný |
| 25                                                        | 25                                                        | Střely      | 22                                   | Rozhodčí: Zbyněk Kubičík Jan Jaroš Čároví: Ondřej Kokrment František Pěkný |

| 10. března 2025 18:00 | SK Horácká Slavia Třebíč | 2 : 4 (0:0, 0:3, 2:1) | HC Dukla Jihlava | Zimní stadion Moravské Budějovice, Moravské Budějovice Návštěvnost: 1 289 |  |

| Report                                        |                                               |                         | |                                                                     |
| Jan Brož                                      | Jan Brož                                      | Brankáři                | Adam Beran | Rozhodčí: Tomáš Horák Josef Barek Čároví: Milan Jindra Václav Beneš |
| Dočekal (Psota) 50:44' Svoboda (Vodný) 59:27' | Dočekal (Psota) 50:44' Svoboda (Vodný) 59:27' | 0:1 0:2 0:3 1:3 2:3 2:4 | 27:26' Cachnín (Toman, Ozols 30:34' Jungwirth (Čachotský, Burkov) 36:19' Menšík (Burkov, Havránek) 59:59' Štefančík | Rozhodčí: Tomáš Horák Josef Barek Čároví: Milan Jindra Václav Beneš |
| 8 min                                         | 8 min                                         | Tresty                  | 10 min | Rozhodčí: Tomáš Horák Josef Barek Čároví: Milan Jindra Václav Beneš |
| 40                                            | 40                                            | Střely                  | 29 | Rozhodčí: Tomáš Horák Josef Barek Čároví: Milan Jindra Václav Beneš |

| 13. března 2025 17:30 | HC Dukla Jihlava | 2 : 1 (2:1, 0:0, 0:0) | SK Horácká Slavia Třebíč | EMRO aréna, Pelhřimov Návštěvnost: 2 650 (vyprodáno) |  |

| Report                                                              |                                                                     |             |                                |                                                                            |
| Adam Beran                                                          | Adam Beran                                                          | Brankáři    | Jan Brož                       | Rozhodčí: Michal Kostourek Ondřej Šudoma Čároví: Jan Rakušan Henrich Král' |
| Štefančík (Bukač, Dundáček) 07:20' Cachnín (Báťa, Čachotský) 17:25' | Štefančík (Bukač, Dundáček) 07:20' Cachnín (Báťa, Čachotský) 17:25' | 1:0 1:1 2:1 | 08:23' Psota (Bořuta, Dočekal) | Rozhodčí: Michal Kostourek Ondřej Šudoma Čároví: Jan Rakušan Henrich Král' |
| 10 min                                                              | 10 min                                                              | Tresty      | 14 min                         | Rozhodčí: Michal Kostourek Ondřej Šudoma Čároví: Jan Rakušan Henrich Král' |
| 29                                                                  | 29                                                                  | Střely      | 29                             | Rozhodčí: Michal Kostourek Ondřej Šudoma Čároví: Jan Rakušan Henrich Král' |

| 14. března 2025 17:30 | HC Dukla Jihlava | 7 : 3 (1:1, 3:1, 3:1) | SK Horácká Slavia Třebíč | EMRO aréna, Pelhřimov Návštěvnost: 2 650 (vyprodáno) |  |

| Report | |                                         |                                                                                       |                                                                     |
| Adam Beran | Adam Beran | Brankáři                                | Jan Brož                                                                              | Rozhodčí: Tomáš Cabák Filip Vrba Čároví: David Otáhal Roman Komínek |
| Čachotský (Strejček, Cachnín) 10:05' Menšík (Štefančík, Pořízek) 23:38' Havránek (Kupriianov, Ozols) 31:45' Pořízek (Dundáček, Menšík) 38:40' Burkov (Bilčík) 41:09' Burkov (Kupriianov, Havránek) 55:54' Štefančík (Pořízek) 56:26' | Čachotský (Strejček, Cachnín) 10:05' Menšík (Štefančík, Pořízek) 23:38' Havránek (Kupriianov, Ozols) 31:45' Pořízek (Dundáček, Menšík) 38:40' Burkov (Bilčík) 41:09' Burkov (Kupriianov, Havránek) 55:54' Štefančík (Pořízek) 56:26' | 0:1 1:1 2:1 2:2 3:2 4:2 5:2 5:3 6:3 7:3 | 03:19' Ferda (Ekrt, Bořuta) 30:21' Dočekal (Bořuta, Svoboda) 43:55' Bittner (Svoboda) | Rozhodčí: Tomáš Cabák Filip Vrba Čároví: David Otáhal Roman Komínek |
| 10 min | 10 min | Tresty                                  | 14 min                                                                                | Rozhodčí: Tomáš Cabák Filip Vrba Čároví: David Otáhal Roman Komínek |
| 34 | 34 | Střely                                  | 25                                                                                    | Rozhodčí: Tomáš Cabák Filip Vrba Čároví: David Otáhal Roman Komínek |

Konečný stav série 1:3 na zápasy pro HC Dukla Jihlava.

#### HC RT TORAX Poruba 2011 (4.) – HC Stadion Litoměřice (5.)
| 9. března 2025 16:00 | HC RT TORAX Poruba 2011 | 3 : 4 (1:1, 0:2, 2:1) | HC Stadion Litoměřice | RT TORAX ARENA, Poruba Návštěvnost: 1 812 |  |

| Report                                                                                                 | |                             | |                                                                          |
| Daniel Dolejš                                                                                          | Daniel Dolejš                                                                                          | Brankáři                    | Martin Michajlov                                                                                              | Rozhodčí: Tomáš Cabák Tomáš Mejzlík Čároví: Henrich Král' Patrik Augusta |
| Vachovec (Střondala, Bartko) 07:40' Gřeš (Vachovec, Ježek) 55:08' Krenželok (Razgals, Christov) 58:49' | Vachovec (Střondala, Bartko) 07:40' Gřeš (Vachovec, Ježek) 55:08' Krenželok (Razgals, Christov) 58:49' | 0:1 1:1 1:2 1:3 1:4 2:4 3:4 | 02:30' Knotek (Vildumetz) 30:09' Kordule (Michajlov) 39:57' Costa (Vitouch) 50:21' Jelínek (Kuťák, Bernovský) | Rozhodčí: Tomáš Cabák Tomáš Mejzlík Čároví: Henrich Král' Patrik Augusta |
| 4 min                                                                                                  | 4 min                                                                                                  | Tresty                      | 8 min | Rozhodčí: Tomáš Cabák Tomáš Mejzlík Čároví: Henrich Král' Patrik Augusta |
| 30 | 30 | Střely                      | 29 | Rozhodčí: Tomáš Cabák Tomáš Mejzlík Čároví: Henrich Král' Patrik Augusta |

| 10. března 2025 18:00 | HC RT TORAX Poruba 2011 | 1 : 2 PP (0:1, 1:0, 0:0 – 0:1) | HC Stadion Litoměřice | RT TORAX ARENA, Poruba Návštěvnost: 892 |  |

| Report                |                       |             |                                                   |                                                                            |
| Daniel Dolejš         | Daniel Dolejš         | Brankáři    | Martin Michajlov                                  | Rozhodčí: Michal Kostourek Ondřej Šudoma Čároví: Petr Maštalíř Jakub Maňák |
| Roman (Kotala) 21:03' | Roman (Kotala) 21:03' | 0:1 1:1 1:2 | 11:20' Costa (Vildumetz) 60:25' Kuťák (Bernovský) | Rozhodčí: Michal Kostourek Ondřej Šudoma Čároví: Petr Maštalíř Jakub Maňák |
| 18 min                | 18 min                | Tresty      | 16 min                                            | Rozhodčí: Michal Kostourek Ondřej Šudoma Čároví: Petr Maštalíř Jakub Maňák |
| 34                    | 34                    | Střely      | 24                                                | Rozhodčí: Michal Kostourek Ondřej Šudoma Čároví: Petr Maštalíř Jakub Maňák |

| 13. března 2025 17:30 | HC Stadion Litoměřice | 2 : 4 (0:1, 2:2, 0:1) | HC RT TORAX Poruba 2011 | Kalich aréna, Litoměřice Návštěvnost: 1 532 |  |

| Report                                                        |                                                               |                         | |                                                                      |
| Martin Michajlov                                              | Martin Michajlov                                              | Brankáři                | Daniel Dolejš | Rozhodčí: Tomáš Horák Tomáš Micka Čároví: Milan Jindra David Klouček |
| Tomov (Vitouch, Jelínek) 36:27' Jelínek (Vitouch, Ton) 38:15' | Tomov (Vitouch, Jelínek) 36:27' Jelínek (Vitouch, Ton) 38:15' | 0:1 0:2 0:3 1:3 2:3 2:4 | 08:02' Christov (Mrázek, Střondala) 23:05' Roman (Mrázek) 26:17' Šoustal (Razgals, Střondala) 59:43' Kotala (Vachovec, Dolejš) | Rozhodčí: Tomáš Horák Tomáš Micka Čároví: Milan Jindra David Klouček |
| 6 min                                                         | 6 min                                                         | Tresty                  | 6 min | Rozhodčí: Tomáš Horák Tomáš Micka Čároví: Milan Jindra David Klouček |
| 30                                                            | 30                                                            | Střely                  | 21 | Rozhodčí: Tomáš Horák Tomáš Micka Čároví: Milan Jindra David Klouček |

| 14. března 2025 17:30 | HC Stadion Litoměřice | 2 : 3 (1:0, 0:3, 1:0) | HC RT TORAX Poruba 2011 | Kalich aréna, Litoměřice Návštěvnost: 1 312 |  |

| Report                                                         |                                                                |                     |                                                                                         |                                                                  |
| Martin Michajlov                                               | Martin Michajlov                                               | Brankáři            | Daniel Dolejš                                                                           | Rozhodčí: Luděk Pilný Jan Jaroš Čároví: Václav Beneš Ondřej Malý |
| Tomov (Kuťák, Bernovský) 18:37' Ton (Štibingr, Vitouch) 40:25' | Tomov (Kuťák, Bernovský) 18:37' Ton (Štibingr, Vitouch) 40:25' | 1:0 1:1 1:2 1:3 2:3 | 24:19' Roman (Kotala, Vehovský) 25:11' Šoustal (Razgals, Berisha) 31:14' Kotala (Roman) | Rozhodčí: Luděk Pilný Jan Jaroš Čároví: Václav Beneš Ondřej Malý |
| 6 min                                                          | 6 min                                                          | Tresty              | 10 min                                                                                  | Rozhodčí: Luděk Pilný Jan Jaroš Čároví: Václav Beneš Ondřej Malý |
| 24                                                             | 24                                                             | Střely              | 20                                                                                      | Rozhodčí: Luděk Pilný Jan Jaroš Čároví: Václav Beneš Ondřej Malý |

| 16. března 2025 16:00 | HC RT TORAX Poruba 2011 | 2 : 5 (0:2, 1:0, 1:3) | HC Stadion Litoměřice | RT TORAX ARENA, Poruba Návštěvnost: 2 485 |  |

| Report                                                           |                                                                  |                             | |                                                                        |
| Daniel Dolejš                                                    | Daniel Dolejš                                                    | Brankáři                    | Martin Michajlov | Rozhodčí: Tomáš Horák Tomáš Mejzlík Čároví: Milan Jindra David Klouček |
| Berisha (Razgals, Roman 38:06' Mrázek (Vachovec, Šoustal) 59:54' | Berisha (Razgals, Roman 38:06' Mrázek (Vachovec, Šoustal) 59:54' | 0:1 0:2 1:2 1:3 1:4 1:5 2:5 | 10:33' Ton (Pavlák) 12:01' Knotek (Pajer) 45:08' Vildumetz (Žovinec, Krutil) 49:19' Pavlák (Kuťák) 50:51' Plos (Bernovský) | Rozhodčí: Tomáš Horák Tomáš Mejzlík Čároví: Milan Jindra David Klouček |
| 33 min                                                           | 33 min                                                           | Tresty                      | 16 min | Rozhodčí: Tomáš Horák Tomáš Mejzlík Čároví: Milan Jindra David Klouček |
| 32                                                               | 32                                                               | Střely                      | 27 | Rozhodčí: Tomáš Horák Tomáš Mejzlík Čároví: Milan Jindra David Klouček |

Konečný stav série 2:3 na zápasy pro HC Stadion Litoměřice

### Semifinále

#### VHK ROBE Vsetín (1.) – HC Dukla Jihlava (6.)
| 19. března 2025 17:30 | VHK ROBE Vsetín | 0 : 2 (0:0, 0:1, 0:1) | HC Dukla Jihlava | Na Lapači, Vsetín Návštěvnost: 3 352 |  |

| Report      |             |          |                                                |                                                                                |
| Tomas Rydén | Tomas Rydén | Brankáři | Adam Beran                                     | Rozhodčí: Michal Kostourek Matěj Sýkora Čároví: Václav Hanzlík Jaroslav Peluha |
|             |             | 0:1 0:2  | 28:55' Burkov (Kulda) 59:07' Čachotský (Kulda) | Rozhodčí: Michal Kostourek Matěj Sýkora Čároví: Václav Hanzlík Jaroslav Peluha |
| 6 min       | 6 min       | Tresty   | 10 min                                         | Rozhodčí: Michal Kostourek Matěj Sýkora Čároví: Václav Hanzlík Jaroslav Peluha |
| 35          | 35          | Střely   | 27                                             | Rozhodčí: Michal Kostourek Matěj Sýkora Čároví: Václav Hanzlík Jaroslav Peluha |

| 20. března 2025 17:30 | VHK ROBE Vsetín | 2 : 1 (0:1, 1:0, 1:0) | HC Dukla Jihlava | Na Lapači, Vsetín Návštěvnost: 3 310 |  |

| Report                                               |                                                      |             |                      |                                                                      |
| Tomas Rydén                                          | Tomas Rydén                                          | Brankáři    | Adam Beran           | Rozhodčí: Tomáš Cabák Ondřej Šudoma Čároví: Roman Zídek Henrich Kráľ |
| Šmerha (Smetana) 29:34' Hrňa (Prokeš, Jandus) 57:17' | Šmerha (Smetana) 29:34' Hrňa (Prokeš, Jandus) 57:17' | 0:1 1:1 2:1 | 13:41' Toman (Bukač) | Rozhodčí: Tomáš Cabák Ondřej Šudoma Čároví: Roman Zídek Henrich Kráľ |
| 10 min                                               | 10 min                                               | Tresty      | 12 min               | Rozhodčí: Tomáš Cabák Ondřej Šudoma Čároví: Roman Zídek Henrich Kráľ |
| 35                                                   | 35                                                   | Střely      | 26                   | Rozhodčí: Tomáš Cabák Ondřej Šudoma Čároví: Roman Zídek Henrich Kráľ |

| 23. března 2025 16:30 | HC Dukla Jihlava | 0 : 5 (0:1, 0:2, 0:2) | VHK ROBE Vsetín | EMRO aréna, Pelhřimov Návštěvnost: 2 650 (vyprodáno) |  |

| Report     |            |                     | |                                                                            |
| Adam Beran | Adam Beran | Brankáři            | Tomas Rydén | Rozhodčí: Daniel Jechoutek Zbyněk Kubičík Čároví: Jakub Maňák Tomáš Bezděk |
|            |            | 0:1 0:2 0:3 0:4 0:5 | 01:35' Hrňa (Jenáček, Jandus) 26:30' Prokeš (Jandus, Smetana) 35:30' Jenáček (Jonák, Rob) 48:42' Rob (Hořanský) 57:05' Zabusovs (Prokeš) | Rozhodčí: Daniel Jechoutek Zbyněk Kubičík Čároví: Jakub Maňák Tomáš Bezděk |
| 6 min      | 6 min      | Tresty              | 8 min | Rozhodčí: Daniel Jechoutek Zbyněk Kubičík Čároví: Jakub Maňák Tomáš Bezděk |
| 23         | 23         | Střely              | 23 | Rozhodčí: Daniel Jechoutek Zbyněk Kubičík Čároví: Jakub Maňák Tomáš Bezděk |

| 24. března 2025 17:30 | HC Dukla Jihlava | 3 : 0 (2:0, 0:0, 1:0) | VHK ROBE Vsetín | EMRO aréna, Pelhřimov Návštěvnost: 2 601 |  |

| Report                                                                                    |                                                                                           |             |             |                                                                           |
| Adam Beran                                                                                | Adam Beran                                                                                | Brankáři    | Tomas Rydén | Rozhodčí: Matěj Sýkora Michal Kostourek Čároví: Ondřej Malý David Klouček |
| Štefančík (Jungwirth, Koštoval) 02:11' Čachotský 07:35' Čachotský (Cachnín, Toman) 59:47' | Štefančík (Jungwirth, Koštoval) 02:11' Čachotský 07:35' Čachotský (Cachnín, Toman) 59:47' | 1:0 2:0 3:0 |             | Rozhodčí: Matěj Sýkora Michal Kostourek Čároví: Ondřej Malý David Klouček |
| 25 min                                                                                    | 25 min                                                                                    | Tresty      | 23 min      | Rozhodčí: Matěj Sýkora Michal Kostourek Čároví: Ondřej Malý David Klouček |
| 26                                                                                        | 26                                                                                        | Střely      | 32          | Rozhodčí: Matěj Sýkora Michal Kostourek Čároví: Ondřej Malý David Klouček |

| 26. března 2025 17:30 | VHK ROBE Vsetín | 3 : 6 (2:3, 0:1, 1:2) | HC Dukla Jihlava | Na Lapači, Vsetín Návštěvnost: 3 524 |  |

| Report                                                                           |                                                                                  |                                     | |                                                                             |
| Tomas Rydén                                                                      | Tomas Rydén                                                                      | Brankáři                            | Adam Beran | Rozhodčí: Tomáš Cabák Zbyněk Kubičík Čároví: Václav Hanzlík Jaroslav Peluha |
| Prokeš (Hrňa) 01:04' Prokeš (Šmerha) 19:07' Zahradníček (Prokeš, Hryciow) 51:09' | Prokeš (Hrňa) 01:04' Prokeš (Šmerha) 19:07' Zahradníček (Prokeš, Hryciow) 51:09' | 1:0 1:1 1:2 1:3 2:3 2:4 3:4 3:5 3:6 | 05:52' Cachnín (Čachotský, Kulda) 10:18' Harkabus (Bukač, Toman) 15:51' Čachotský (Cachnín, Bukač) 26:44' Cachnín (Kulda) 54:28' Toman (Pořízek) 57:26' Toman (Pořízek, Chvátal) | Rozhodčí: Tomáš Cabák Zbyněk Kubičík Čároví: Václav Hanzlík Jaroslav Peluha |
| 6 min                                                                            | 6 min                                                                            | Tresty                              | 8 min | Rozhodčí: Tomáš Cabák Zbyněk Kubičík Čároví: Václav Hanzlík Jaroslav Peluha |
| 34                                                                               | 34                                                                               | Střely                              | 20 | Rozhodčí: Tomáš Cabák Zbyněk Kubičík Čároví: Václav Hanzlík Jaroslav Peluha |

| 28. března 2025 17:30 | HC Dukla Jihlava | 1 : 4 (1:2, 0:1, 0:1) | VHK ROBE Vsetín | EMRO aréna, Pelhřimov Návštěvnost: 2 650 (vyprodáno) |  |

| Report                              |                                     |                     | |                                                                           |
| Adam Beran                          | Adam Beran                          | Brankáři            | Tomas Rydén | Rozhodčí: Daniel Jechoutek Tomáš Cabák Čároví: Milan Jindra David Klouček |
| Čachotský (Strejček, Burkov) 12:54' | Čachotský (Strejček, Burkov) 12:54' | 0:1 0:2 1:2 1:3 1:4 | 01:48' Matějček (Stříteský, Brož) 02:51' Rob (Klhůfek, Jenáček) 28:51' Prokeš (Zabusovs) 51:42' Brož (Klhůfek, Stříteský) | Rozhodčí: Daniel Jechoutek Tomáš Cabák Čároví: Milan Jindra David Klouček |
| 30 min                              | 30 min                              | Tresty              | 16 min | Rozhodčí: Daniel Jechoutek Tomáš Cabák Čároví: Milan Jindra David Klouček |
| 21                                  | 21                                  | Střely              | 27 | Rozhodčí: Daniel Jechoutek Tomáš Cabák Čároví: Milan Jindra David Klouček |

| 30. března 2025 17:00 | VHK ROBE Vsetín | 1 : 3 (0:1, 0:1, 1:1) | HC Dukla Jihlava | Na Lapači, Vsetín Návštěvnost: 4 690 |  |

| Report                   |                          |                 |                                                                                     |                                                                          |
| Jan Lukáš                | Jan Lukáš                | Brankáři        | Adam Beran                                                                          | Rozhodčí: Adam Kika Michal Kostourek Čároví: Roman Zídek Ondřej Kokrment |
| Rob (Zahradníček) 42:42' | Rob (Zahradníček) 42:42' | 0:1 0:2 1:2 1:3 | 11:22' Štefančík (Burkov, Bilčík) 32:01' Čachotský (Burkov, Kulda) 59:17' Štefančík | Rozhodčí: Adam Kika Michal Kostourek Čároví: Roman Zídek Ondřej Kokrment |
| 12 min                   | 12 min                   | Tresty          | 10 min                                                                              | Rozhodčí: Adam Kika Michal Kostourek Čároví: Roman Zídek Ondřej Kokrment |
| 39                       | 39                       | Střely          | 21                                                                                  | Rozhodčí: Adam Kika Michal Kostourek Čároví: Roman Zídek Ondřej Kokrment |

Konečný stav série 3:4 na zápasy pro HC Dukla Jihlava.

#### RI Okna Berani Zlín (2.) – HC Stadion Litoměřice (5.)
| 19. března 2025 17:30 | RI Okna Berani Zlín | 3 : 0 (1:0, 0:0, 2:0) | HC Stadion Litoměřice | Trinity Bank Arena Luďka Čajky, Zlín Návštěvnost: 4 511 |  |

| Report                                                                      |                                                                             |             |                  |                                                                           |
| Daniel Huf                                                                  | Daniel Huf                                                                  | Brankáři    | Martin Michajlov | Rozhodčí: Kamil Zavřel Jakub Zeliska Čároví: Petr Maštalíř Ondřej Bohuněk |
| Okál (Gago) 07:26' Šlahař (Válek, Kverka) 51:04' Paukku (Čáp, Válek) 52:38' | Okál (Gago) 07:26' Šlahař (Válek, Kverka) 51:04' Paukku (Čáp, Válek) 52:38' | 1:0 2:0 3:0 |                  | Rozhodčí: Kamil Zavřel Jakub Zeliska Čároví: Petr Maštalíř Ondřej Bohuněk |
| 14 min                                                                      | 14 min                                                                      | Tresty      | 14 min           | Rozhodčí: Kamil Zavřel Jakub Zeliska Čároví: Petr Maštalíř Ondřej Bohuněk |
| 31                                                                          | 31                                                                          | Střely      | 20               | Rozhodčí: Kamil Zavřel Jakub Zeliska Čároví: Petr Maštalíř Ondřej Bohuněk |

| 20. března 2025 17:30 | RI Okna Berani Zlín | 1 : 4 (1:0, 0:2, 0:2) | HC Stadion Litoměřice | Trinity Bank Arena Luďka Čajky, Zlín Návštěvnost: 4 602 |  |

| Report                    |                           |                     | |                                                                      |
| Daniel Huf                | Daniel Huf                | Brankáři            | Martin Michajlov | Rozhodčí: Luděk Pilný Tomáš Micka Čároví: David Otáhal Roman Komínek |
| Gago (Kverka, Čáp) 11:09' | Gago (Kverka, Čáp) 11:09' | 1:0 1:1 1:2 1:3 1:4 | 26:24' Vitouch (Ton, Pavlák) 29:45' Hujer (Bernovský, Plos) 49:18' Kuťák (Plos, Tomek) 58:14' Vitouch (Plos, Krutil) | Rozhodčí: Luděk Pilný Tomáš Micka Čároví: David Otáhal Roman Komínek |
| 12 min                    | 12 min                    | Tresty              | 16 min | Rozhodčí: Luděk Pilný Tomáš Micka Čároví: David Otáhal Roman Komínek |
| 29                        | 29                        | Střely              | 26 | Rozhodčí: Luděk Pilný Tomáš Micka Čároví: David Otáhal Roman Komínek |

| 23. března 2025 17:00 | HC Stadion Litoměřice | 5 : 1 (1:1, 2:0, 2:0) | RI Okna Berani Zlín | Kalich aréna, Litoměřice Návštěvnost: 1 740 (vyprodáno) |  |

| Report | |                         |                                |                                                                             |
| Martin Michajlov | Martin Michajlov | Brankáři                | Daniel Huf                     | Rozhodčí: Josef Barek Jakub Zeliska Čároví: Ondřej Kokrment František Pěkný |
| Pavlák (Plos, Hujer) 07:54' Kordule (Pavlák, Vitouch) 32:29' Kordule (Vitouch, Ton) 39:39' Costa (Knotek, Pajer) 53:30' Tomek (Hujer) 58:16' | Pavlák (Plos, Hujer) 07:54' Kordule (Pavlák, Vitouch) 32:29' Kordule (Vitouch, Ton) 39:39' Costa (Knotek, Pajer) 53:30' Tomek (Hujer) 58:16' | 1:0 1:1 2:1 3:1 4:1 5:1 | 15:37' Čáp (Talafa, Sadovikov) | Rozhodčí: Josef Barek Jakub Zeliska Čároví: Ondřej Kokrment František Pěkný |
| 9 min | 9 min | Tresty                  | 9 min                          | Rozhodčí: Josef Barek Jakub Zeliska Čároví: Ondřej Kokrment František Pěkný |
| 27 | 27 | Střely                  | 36                             | Rozhodčí: Josef Barek Jakub Zeliska Čároví: Ondřej Kokrment František Pěkný |

| 24. března 2025 18:00 | HC Stadion Litoměřice | 2 : 6 (2:2, 0:3, 0:1) | RI Okna Berani Zlín | Kalich aréna, Litoměřice Návštěvnost: 1 740 (vyprodáno) |  |

| Report                                                              |                                                                     |                                 | |                                                                     |
| Martin Michajlov Tomáš Volevecký                                    | Martin Michajlov Tomáš Volevecký                                    | Brankáři                        | Daniel Huf | Rozhodčí: Tomáš Horák Tomáš Mejzlík Čároví: Roman Zídek Jakub Maňák |
| Jelínek (Vildumetz, Vitouch) 04:05' Jelínek (Tomov, Kordule) 18:47' | Jelínek (Vildumetz, Vitouch) 04:05' Jelínek (Tomov, Kordule) 18:47' | 1:0 1:1 1:2 2:2 2:3 2:4 2:5 2:6 | 09:24' Paukku (Holík) 14:14' Köhler (Sedláček, Salonen) 24:04' Čáp (Kverka, Válek) 38:24' Válek (Šlahař, Kverka) 39:59' Kverka (Čáp, Šlahař) 47:24' Köhler (Sedláček, Salonen) | Rozhodčí: Tomáš Horák Tomáš Mejzlík Čároví: Roman Zídek Jakub Maňák |
| 12 min                                                              | 12 min                                                              | Tresty                          | 16 min | Rozhodčí: Tomáš Horák Tomáš Mejzlík Čároví: Roman Zídek Jakub Maňák |
| 20                                                                  | 20                                                                  | Střely                          | 34 | Rozhodčí: Tomáš Horák Tomáš Mejzlík Čároví: Roman Zídek Jakub Maňák |

| 26. března 2025 17:30 | RI Okna Berani Zlín | 4 : 1 (2:0, 1:0, 1:1) | HC Stadion Litoměřice | Trinity Bank Arena Luďka Čajky, Zlín Návštěvnost: 4 716 |  |

| Report | |                     |                                |                                                                          |
| Daniel Huf                                                                                                   | Daniel Huf                                                                                                   | Brankáři            | Martin Michajlov               | Rozhodčí: Josef Barek Jakub Zeliska Čároví: Petr Maštalíř Ondřej Bohuněk |
| Sadovikov (Sedláček) 02:36' Sedláček (Köhler, Urbanec) 15:31' Gago (Válek, Čáp) 24:04' Paukku (Benda) 56:21' | Sadovikov (Sedláček) 02:36' Sedláček (Köhler, Urbanec) 15:31' Gago (Válek, Čáp) 24:04' Paukku (Benda) 56:21' | 1:0 2:0 3:0 4:0 4:1 | 57:06' Knotek (Jelínek, Tomov) | Rozhodčí: Josef Barek Jakub Zeliska Čároví: Petr Maštalíř Ondřej Bohuněk |
| 8 min | 8 min | Tresty              | 29 min                         | Rozhodčí: Josef Barek Jakub Zeliska Čároví: Petr Maštalíř Ondřej Bohuněk |
| 23 | 23 | Střely              | 28                             | Rozhodčí: Josef Barek Jakub Zeliska Čároví: Petr Maštalíř Ondřej Bohuněk |

| 28. března 2025 18:00 | HC Stadion Litoměřice | 1 : 5 (1:1, 0:2, 0:2) | RI Okna Berani Zlín | Kalich aréna, Litoměřice Návštěvnost: 1 740 (vyprodáno) |  |

| Report           |                  |                         | |                                                                            |
| Martin Michajlov | Martin Michajlov | Brankáři                | Daniel Huf | Rozhodčí: Matěj Sýkora Josef Barek Čároví: Ondřej Kokrment František Pěkný |
| Ton 15:10'       | Ton 15:10'       | 0:1 1:1 1:2 1:3 1:4 1:5 | 08:39' Köhler (Benda, Sadovikov) 23:00' Holík (Paukku) 30:26' Süss (Salonen, Holík) 55:56' Válek (Salonen, Holík) 58:08' Sedláček | Rozhodčí: Matěj Sýkora Josef Barek Čároví: Ondřej Kokrment František Pěkný |
| 33 min           | 33 min           | Tresty                  | 14 min | Rozhodčí: Matěj Sýkora Josef Barek Čároví: Ondřej Kokrment František Pěkný |
| 33               | 33               | Střely                  | 29 | Rozhodčí: Matěj Sýkora Josef Barek Čároví: Ondřej Kokrment František Pěkný |

Konečný stav série 4:2 na zápasy pro RI Okna Berani Zlín.

### Finále

#### RI Okna Berani Zlín (2.) – HC Dukla Jihlava (6.)
| 2. dubna 2025 17:30 | RI Okna Berani Zlín | 1 : 3 (0:2, 1:0, 0:1) | HC Dukla Jihlava | Trinity Bank Arena Luďka Čajky, Zlín Návštěvnost: 5 793 |  |

| Report                    |                           |                 |                                                                              |                                                                           |
| Daniel Huf                | Daniel Huf                | Brankáři        | Adam Beran                                                                   | Rozhodčí: Adam Kika Michal Kostourek Čároví: Jakub Teršíp Ondřej Kokrment |
| Okál (Šlahař, Huf) 33:49' | Okál (Šlahař, Huf) 33:49' | 0:1 0:2 1:2 1:3 | 12:21' Ozols (Štefančík) 17:51' Kupriianov (Burkov) 59:16' Kulda (Čachotský) | Rozhodčí: Adam Kika Michal Kostourek Čároví: Jakub Teršíp Ondřej Kokrment |
| 8 min                     | 8 min                     | Tresty          | 12 min                                                                       | Rozhodčí: Adam Kika Michal Kostourek Čároví: Jakub Teršíp Ondřej Kokrment |
| 27                        | 27                        | Střely          | 17                                                                           | Rozhodčí: Adam Kika Michal Kostourek Čároví: Jakub Teršíp Ondřej Kokrment |

| 3. dubna 2025 17:30 | RI Okna Berani Zlín | 4 : 3 PP (0:0, 1:2, 2:1 - 1:0) | HC Dukla Jihlava | Trinity Bank Arena Luďka Čajky, Zlín Návštěvnost: 5 511 |  |

| Report                                                                                         |                                                                                                |                             |                                                                                              |                                                                    |
| Daniel Huf                                                                                     | Daniel Huf                                                                                     | Brankáři                    | Adam Beran                                                                                   | Rozhodčí: Matěj Sýkora Josef Barek Čároví: Ondřej Malý Jakub Maňák |
| Gago (Benda, Svoboda) 32:00' Süss (Paukku) 43:59' Šlahař (Salonen, Kverka) 58:56' Válek 61:15' | Gago (Benda, Svoboda) 32:00' Süss (Paukku) 43:59' Šlahař (Salonen, Kverka) 58:56' Válek 61:15' | 0:1 1:1 1:2 2:2 2:3 3:3 4:3 | 20:43' Strejček (Čachotský, Kulda) 33:35' Strejček (Toman) 47:17' Havránek (Harkabus, Ozols) | Rozhodčí: Matěj Sýkora Josef Barek Čároví: Ondřej Malý Jakub Maňák |
| 12 min                                                                                         | 12 min                                                                                         | Tresty                      | 6 min                                                                                        | Rozhodčí: Matěj Sýkora Josef Barek Čároví: Ondřej Malý Jakub Maňák |
| 28                                                                                             | 28                                                                                             | Střely                      | 29                                                                                           | Rozhodčí: Matěj Sýkora Josef Barek Čároví: Ondřej Malý Jakub Maňák |

| 6. dubna 2025 16:30 | HC Dukla Jihlava | 1 : 0 PP (0:0, 0:0, 0:0 - 1:0) | RI Okna Berani Zlín | EMRO aréna, Pelhřimov Návštěvnost: 2 650 (vyprodáno) |  |

| Report                          |                                 |          |            |                                                                         |
| Adam Beran                      | Adam Beran                      | Brankáři | Daniel Huf | Rozhodčí: Zbyněk Kubičík Tomáš Cabák Čároví: Roman Komínek Henrich Kráľ |
| Ozols (Strejček, Menšík) 74:27' | Ozols (Strejček, Menšík) 74:27' | 1:0      |            | Rozhodčí: Zbyněk Kubičík Tomáš Cabák Čároví: Roman Komínek Henrich Kráľ |
| 6 min                           | 6 min                           | Tresty   | 4 min      | Rozhodčí: Zbyněk Kubičík Tomáš Cabák Čároví: Roman Komínek Henrich Kráľ |
| 31                              | 31                              | Střely   | 30         | Rozhodčí: Zbyněk Kubičík Tomáš Cabák Čároví: Roman Komínek Henrich Kráľ |

| 7. dubna 2025 19:00 | HC Dukla Jihlava | 2 : 1 (0:0, 1:0, 1:1) | RI Okna Berani Zlín | EMRO aréna, Pelhřimov Návštěvnost: 2 605 |  |

| Report                                                |                                                       |             |                   |                                                                             |
| Adam Beran                                            | Adam Beran                                            | Brankáři    | Daniel Huf        | Rozhodčí: Tomáš Horák Daniel Jechoutek Čároví: David Klouček Ondřej Bohuněk |
| Menšík (Jan Strejček) 39:37' Havránek (Menšík) 55:41' | Menšík (Jan Strejček) 39:37' Havránek (Menšík) 55:41' | 1:0 2:0 2:1 | 57:36' Gago (Čáp) | Rozhodčí: Tomáš Horák Daniel Jechoutek Čároví: David Klouček Ondřej Bohuněk |
| 6 min                                                 | 6 min                                                 | Tresty      | 6 min             | Rozhodčí: Tomáš Horák Daniel Jechoutek Čároví: David Klouček Ondřej Bohuněk |
| 18                                                    | 18                                                    | Střely      | 30                | Rozhodčí: Tomáš Horák Daniel Jechoutek Čároví: David Klouček Ondřej Bohuněk |

| 9. dubna 2025 17:30 | RI Okna Berani Zlín | 2 : 1 (0:0, 0:1, 2:0) | HC Dukla Jihlava | Trinity Bank Arena Luďka Čajky, Zlín Návštěvnost: 5 697 |  |

| Report                               |                                      |             |                                     |                                                                          |
| Daniel Huf                           | Daniel Huf                           | Brankáři    | Adam Beran                          | Rozhodčí: Adam Kika Michal Kostourek Čároví: Ondřej Kokrment Jakub Maňák |
| Talafa 42:43' Válek (Salonen) 54:10' | Talafa 42:43' Válek (Salonen) 54:10' | 0:1 1:1 2:1 | 21:02' Burkov (Štefančík, Strejček) | Rozhodčí: Adam Kika Michal Kostourek Čároví: Ondřej Kokrment Jakub Maňák |
| 10 min                               | 10 min                               | Tresty      | 14 min                              | Rozhodčí: Adam Kika Michal Kostourek Čároví: Ondřej Kokrment Jakub Maňák |
| 24                                   | 24                                   | Střely      | 18                                  | Rozhodčí: Adam Kika Michal Kostourek Čároví: Ondřej Kokrment Jakub Maňák |

| 11. dubna 2025 17:30 | HC Dukla Jihlava | 4 : 1 (0:0, 0:1, 4:0) | RI Okna Berani Zlín | EMRO aréna, Pelhřimov Návštěvnost: 2 650 (vyprodáno) |  |

| Report | |                     |                                |                                                                      |
| Adam Beran | Adam Beran | Brankáři            | Daniel Huf                     | Rozhodčí: Adam Kika Tomáš Cabák Čároví: David Klouček Ondřej Bohuněk |
| Kulda (Cachnín, Havránek) 46:10' Harkabus (Jungwirth, Strejček) 47:09' Burkov (Štefančík) 54:27' Harkabus (Kulda) 57:17' | Kulda (Cachnín, Havránek) 46:10' Harkabus (Jungwirth, Strejček) 47:09' Burkov (Štefančík) 54:27' Harkabus (Kulda) 57:17' | 0:1 1:1 2:1 3:1 4:1 | 23:46' Salonen (Válek, Šlahař) | Rozhodčí: Adam Kika Tomáš Cabák Čároví: David Klouček Ondřej Bohuněk |
| 19 min | 19 min | Tresty              | 17 min                         | Rozhodčí: Adam Kika Tomáš Cabák Čároví: David Klouček Ondřej Bohuněk |
| 30 | 30 | Střely              | 34                             | Rozhodčí: Adam Kika Tomáš Cabák Čároví: David Klouček Ondřej Bohuněk |

Konečný stav série 2:4 na zápasy pro tým HC Dukla Jihlava, který tak postoupil do baráže o extraligu.

## Hráčské statistiky play off

### Kanadské bodování
Toto je pořadí hráčů podle dosažených bodů. Za jeden vstřelený gól nebo přihrávku na gól hráč získal jeden bod.
| Poř. | Hráč             | Tým                   | Z  | G | A | B  | TM | +/- |
| ---- | ---------------- | --------------------- | -- | - | - | -- | -- | --- |
| 1.   | Tomáš Čachotský  | HC Dukla Jihlava      | 11 | 7 | 3 | 10 | 0  | +3  |
| 2.   | Radek Prokeš     | VHK ROBE Vsetín       | 10 | 4 | 5 | 9  | 4  | +4  |
| 3.   | Maxim Burkov     | HC Dukla Jihlava      | 11 | 4 | 5 | 9  | 2  | +2  |
| 4.   | Michal Vitouch   | HC Stadion Litoměřice | 11 | 2 | 7 | 9  | 27 | 0   |
| 5.   | Luboš Rob        | VHK ROBE Vsetín       | 10 | 4 | 4 | 8  | 6  | +2  |
| 6.   | Zdeněk Čáp       | RI Okna Berani Zlín   | 10 | 3 | 5 | 8  | 6  | +1  |
| 7.   | Marcel Štefančík | HC Dukla Jihlava      | 11 | 6 | 1 | 7  | 2  | +2  |
| 8.   | Richard Cachnín  | HC Dukla Jihlava      | 11 | 4 | 3 | 7  | 2  | +2  |
| 9.   | Tomáš Šmerha     | VHK ROBE Vsetín       | 10 | 3 | 4 | 7  | 10 | +2  |
| 10.  | Matěj Stříteský  | VHK ROBE Vsetín       | 10 | 2 | 5 | 7  | 0  | +4  |

### Hodnocení brankářů
Toto je pořadí nejlepších deseti brankářů.
| Poř. | Hráč             | Tým                      | Z  | MIN | OG | PZ  | PS  | POG  | Úsp%  |
| ---- | ---------------- | ------------------------ | -- | --- | -- | --- | --- | ---- | ----- |
| 1.   | Pavel Jekel      | Piráti Chomutov          | 6  | 406 | 5  | 191 | 196 | 0.74 | 97.45 |
| 2.   | Daniel Huf       | RI Okna Berani Zlín      | 10 | 641 | 13 | 270 | 283 | 1.22 | 95.41 |
| 3.   | Vojtěch Mokry    | HC ZUBR Přerov           | 2  | 117 | 4  | 64  | 68  | 2.05 | 94.12 |
| 4.   | Adam Beran       | HC Dukla Jihlava         | 11 | 658 | 22 | 321 | 343 | 2.01 | 93.59 |
| 5.   | Tomas Rydén      | VHK ROBE Vsetín          | 8  | 478 | 11 | 157 | 168 | 1.38 | 93.45 |
| 6.   | David Honzík     | HC Dynamo Pardubice B    | 5  | 271 | 12 | 144 | 156 | 2.66 | 92.31 |
| 7.   | Martin Michajlov | HC Stadion Litoměřice    | 11 | 630 | 29 | 275 | 304 | 2.76 | 90.46 |
| 8.   | Vladislav Habal  | HC Baník Sokolov         | 2  | 128 | 4  | 36  | 40  | 1.88 | 90.00 |
| 9.   | Daniel Dolejš    | HC RT TORAX Poruba 2011  | 5  | 300 | 15 | 119 | 134 | 3.00 | 88.81 |
| 10.  | Jan Brož         | SK Horácká Slavia Třebíč | 4  | 237 | 13 | 100 | 113 | 3.29 | 88.50 |

## Ocenění

### Hráč a trenér měsíce
| Měsíc    | Hráč            | Tým              | Trenér          | Tým                   |
| -------- | --------------- | ---------------- | --------------- | --------------------- |
| září     | Matěj Stříteský | VHK ROBE Vsetín  | Jiří Weintritt  | VHK ROBE Vsetín       |
| říjen    | Michal Hryciow  | HC ZUBR Přerov   | Ján Pardavý     | RI Okna Berani Zlín   |
| listopad | Cole Coskey     | Piráti Chomutov  | Martin Pešout   | Piráti Chomutov       |
| prosinec | Tomáš Jandus    | VHK ROBE Vsetín  | Jaroslav Nedvěd | HC Stadion Litoměřice |
| leden    | Matěj Stříteský | VHK ROBE Vsetín  | Petr Martínek   | SC Marimex Kolín      |
| únor     | Šimon Jenáček   | VHK ROBE Vsetín  | Jiří Weintritt  | VHK ROBE Vsetín       |
| březen   | Tomáš Čachotský | HC Dukla Jihlava | Viktor Ujčík    | HC Dukla Jihlava      |

## Konečné pořadí
| Pořadí           | Tým                      |
| ---------------- | ------------------------ |
| Zlatá medaile    | HC Dukla Jihlava         |
| Stříbrná medaile | RI Okna Berani Zlín      |
| Bronzová medaile | VHK ROBE Vsetín          |
| 4.               | HC Stadion Litoměřice    |
| 5.               | SK Horácká Slavia Třebíč |
| 6.               | HC RT TORAX Poruba 2011  |
| 7.               | Piráti Chomutov          |
| 8.               | HC Dynamo Pardubice B    |
| 9.               | HC Baník Sokolov         |
| 10.              | HC Zubr Přerov           |
| 11.              | HC Slavia Praha          |
| 12.              | SC Marimex Kolín         |
| 13.              | HC Frýdek-Místek         |
| 14.              | LHK Jestřábi Prostějov   |